# Геодакян, Виген Артаваздович
Виген Артаваздович Геодакян (25 января 1925 — 9 декабря 2012) — кандидат технических наук (физико-химик), доктор биологических наук (генетик). С 1990 года ведущий научный сотрудник Лаборатории биоакустики Института проблем экологии и эволюции РАН им. А. Н. Северцова.

## Биография
Работал в ФИАН, институтах Молекулярной биологии, биофизики, Общей генетики, Биологии развития, Институте человека.

## Эволюционная теория пола
Автор эволюционных теорий пола, полового диморфизма, гоносом и «номадических» генов, асимметрии организмов, функциональной асимметрии мозга, парных органов, цис-транс-левшества и др.
Первая публикация Вигена Артаваздовича Геодакяна, посвященная проблеме пола, появилась в 1965 году в научно-популярном журнале «Наука и жизнь». С тех пор вышло в свет более 150 работ, посвященных теории пола и смежным вопросам — длительности жизни, дифференциации мозга и рук, половым хромосомам, механизмам регуляции у растений и животных, порокам сердца и другим болезням и даже культуре. О теории неоднократно писали на страницах периодической печати. В. А. Геодакян выступал с сообщениями на многих отечественных и международных конгрессах, конференциях и симпозиумах, им прочитаны сотни лекций. Две конференции были посвящены исключительно теории (Санкт-Петербург, Россия, 1990, 1992). Теория вошла в учебники (В. Васильченко, 1986, 2005; А. А. Ткаченко и др., 2001; Н. Иконникова, 1999) и включена в программы преподавания ряда российских (Физтех, МИФИ, РГГУ) и зарубежных (Тель-Авивский университет) университетов и институтов.

## Научные интересы
- теоретическая эволюционная биология
- генетика
- нейробиология
- теории систем, информации и др.
- Биологические предпосылки терроризма

## Публикации
- Геодакян В. А. Роль полов в передаче и преобразовании генетической информации. Пробл. передачи информ. 1965a, т. 1, № 1, с. 105—112.
- Геодакян В. А. О существовании обратной связи, регулирующей соотношение полов. В кн.: Проблемы кибернетики. М.: Физматгиз, 1965б, вып. 13, с. 187—194.
- Геодакян В. А., Кособутский В. И. Регуляция соотношения полов механизмом обратной связи. ДАН СССР, 1967, т. 173, № 4, с. 938—941.
- Геодакян В. А., Кособутский В. И., Билева Д. С. Регуляция соотношения полов отрицательной обратной связью. Генетика, I967, № 9, с. 15З-163.
- Дифференциация на постоянную и оперативную память в генетических системах. Геодакян В. А., Материалы конференции «Структурные уровни биосистем» 1967.
- Геодакян В. А., Смирнов Н. Н. Половой диморфизм и эволюция низших ракообразных. В сб.: Проблемы эволюции. (Н. Н. Воронцов ред.). Новосибирск, Наука, 1968, т. 1, с. 30-36.
- Геодакян В. А., Кособутский В. И. Природа обратной связи, регулирующей пол. Генетика, 1969, т.5, № 6, с. 119—126.
- Организация систем живых и неживых. Геодакян В. А. В сб.: Системные исследования, М., Наука, 1970, с. 49-62.
- Врожденные пороки сердца и пол. Геодакян В. А., Шерман А. Л. Экспериментальная хирургия и анестезиология. 1970, № 2, с. 18-23.
- Геодакян В. А. Теория систем и специальные науки. В кн.: Материалы по истории и перспективам развития системного подхода и общей теории систем. М., Наука, 1971, с. 17.
- Геодакян В. А. Кибернетика и развитие. Онтогенез, 1971, т. 2, № 6, с. 653—654.
- О дифференциации систем на две сопряжённые подсистемы. Геодакян В. А. В кн.: Проблемы биокибернетики. Управление и информационные процессы в живой природе. М., Наука, 1971, с. 26.
- Связь врожденных аномалий развития с полом. Геодакян В. А., Шерман А. Л. Журн. общ. биологии, 1971, т. 32, № 4, с. 417—424.
- Врожденные аномалии сердца. Геодакян В. А. Шерман А. Л. В кн.: Проблемы биокибернетики. Управление и информационные процессы в живой природе. М., Наука, 1971, с. 196—198.
- О структуре самовоспроизводящихся систем. Геодакян В. А. В сб.: Развитие концепции структурных уровней в биологии. М., Наука. 1972а. с. 371—379.
- О структуре эволюционирующих систем. Геодакян В. А. В кн.: Проблемы кибернетики. М., Наука, 1972б, вып. 25, с. 81-91.
- Дифференциальная смертность полов и норма реакции. Геодакян В. А. Биол. журн. Армении, 1973, т. 26, № 6, с. 3-11.
- Дифференциальная смертность и норма реакции мужского и женского пола. Геодакян В. А. Журн. общ. биологии, 1974, т. 35, № 3, с. 376—385.
- Концепция информации и живые системы. Геодакян В. А. Журн. общ. биологии, 1975, т. 36, № 3, с. 336—347.
- Геодакян В. А. Этологический половой диморфизм. В кн.: Групповое поведение животных. М., Наука, 1976, с. 64-67.
- Количество пыльцы как регулятор эволюционной пластичности перекрёстноопыляющихся растений. Геодакян В. А. ДАН СССР, 1977а. т. 234, № 6. с. 1460—1463. English Translation
- Геодакян В. А. Эволюционная логика дифференциации полов. В кн.: Математические методы в биологии. К., 1977б, с. 84-106.
- Геодакян В. А. Эволюционная специализация полов по тенденциям стабилизирующего и ведущего отбора. 3-й съезд Всес. общества генетиков и селекционеров им. Н. И. Вавилова. Тез. докл., Л., 1977в, II(I), с. 46-47.
- Геодакян В. А. Количество пыльцы как передатчик экологической информации и регулятор эволюционной пластичности растений. Журн. общ. биологии. 1978, т. 39, № 5, с. 743—753.
- Геодакян В. А. Количество пыльцы как регулятор эволюционной пластичности перекрёстно-опыляющихся растений. В сб.: XIV Международный генетический конгр. Секционные заседания. Тез. докл., ч. II, М., Наука. 1978, с. 49.
- Этологические особенности связанные с полом. Геодакян В. А. II Съезд Всесоюзного териологического общества. Тез. докл., М., Наука, 1978, с. 215—216.
- Геодакян В. А. О возможности существования адаптивного отбора сперматозоидов. III Всесоюзная конф. по биологической и медицинской кибернетике. Тез. докл. М. — Сухуми, 1978, с. 244—247.
- О существовании «отцовского эффекта» при наследовании эволюционных признаков. Геодакян В. А. Докл. АН СССР, 1979, т. 248, № 1, с. 230—234.
- Асимметрия мозга и пол. Геодакян В. А. Матер. II Всес. Симп. «Антропогенетика, антропология и спорт», Винница, 18-20 ноября, 1980, т. 2, с. 331—332.
- Половой диморфизм и «отцовский эффект». Геодакян В. А. Журн. общ. биологии, 1981а, т. 42, № 5, с. 657—668.
- Геодакян В. А. Эволюционная трактовка реципрокных эффектов. 4-й съезд Всес. общества генетиков и селекционеров им. Н. И. Вавилова. Тез. докл., Кишинёв, Штииница 1981б, ч. I, с. 57-58.
- Половой диморфизм и эволюция длительности онтогенеза и его стадий. Геодакян В. А. ДАН СССР, 1982а, т. 263, № 6, с. 1475—1480.
- Геодакян В. А. Дальнейшее развитие генетико-экологической теории дифференциации полов. В сб.: Математические методы в биологии, Киев, Наукова думка, 1982б, с. 46-60.
- Геодакян В. А. Правила Бергмана и Аллена в свете новой концепции пола. Млекопитающие СССР. Тез. Ш Всес. съезда териологического общества. М., 1982в, с. 172.
- Онтогенетическое правило полового диморфизма. Геодакян В. А. ДАН СССР, 1983a, т. 269, № 2, с. 477—481.
- Эволюционная логика дифференциации полов и долголетие. Геодакян В. А. Природа, 1983б, № 1, с. 70-80.
- Геодакян В. А. Половой диморфизм в картине старения и смертности человека. В кн.: Проблемы биологии старения, М., Наука, 1983в, с. 103—110.
- Системный подход и закономерности в биологии. Геодакян В. А. В кн.: Системные исследования. М., Наука, 1984а, с. 329—338.
- Геодакян В. А. Генетико-экологическая трактовка латерализации мозга и половых различий. В сб.: Теория, методология и практика системных исследований (Тез. докл. Всес. конф. секция 9), М., 1984б, с. 21-24.
- О некоторых закономерностях и явлениях, связанных с полом. Геодакян В. А. В сб.: Вероятностные методы в биологии, Киев, Ин-т математики АН УССР, 1985, с. 19-41.
- Существует ли отрицательная обратная связь в определении пола? Геодакян В. А., Геодакян С. В. Журнал общей биологии, 1985, т. 46, № 2, с. 201—216.
- О теоретической биологии. Геодакян В. А. В сб.: Методологические аспекты эволюционного учения. Киев., Наукова думка, 1986, с. 73-86.
- Половой диморфизм. Геодакян В. А. Биол. журн. Армении. 1986, т. 39, № 10, с. 823—834.
- Системно-эволюционная трактовка асимметрии мозга. Геодакян В. А. В кн.: Системные исследования. М., Наука, 1986, с. 355—376.
- Геодакян В. А. Дифференциация полов и экологический стресс. В кн.: Математическое моделирование в проблемах рационального природопользования. Ростов-Дон, 1986, с. 88.
- Геодакян С. В., Геодакян В. А. Гаметы. с. 75; Пол. с.239-241; Половая система. с. 242—244; Размножение. с. 253—255; Чередование поколений. с. 326—327. В кн.: Энциклопедический словарь юного биолога. М., Педагогика, 1986, 352 с.
- Онтогенетическое и тератологическое правила полового диморфизма. Геодакян В. А. V Съезд ВОГИС, Тез., т. I, М., 1987, с. 56.
- Эволюционная логика дифференциации полов в филогенезе и онтогенезе. Геодакян В. А. Автореф. дис. докт. биол. наук. М., 1987.
- Отрицательная обратная связь регулирующая половой диморфизм и дисперсию полов. Геодакян В. А. Towards a New Synthesis in Evolut. Biol. Proc. Intern. Symp. Praha. 1987. Czech. Ac. Sci. p. 171—173. перевод с английского.
- Теория дифференциации полов в проблемах человека. Геодакян В. А. Человек в системе наук. М., Наука, 1989, с. 171—189.
- Пансексуализация и антропогенез. Геодакян В. А. 3-я школа-семинар по генетике и селекции животных. 1989, Новосибирск, с. 23.
- Эволюционная теория пола. Геодакян В. А. Природа. 1991, № 8. с. 60-69. English Translation
- Эволюционная логика функциональной асимметрии мозга. Геодакян В. А. Докл. АН. 1992, т. 324, № 6, с. 1327—1331.
- Асинхронная асимметрия. Геодакян В. А. Журн. высш. нерв. деятельности. 1993, т. 43, № 3, с. 543—561.
- Мужчина и женщина. Эволюционно-биологическое предназначение. Геодакян В. А. Межд. Конф.: Женщина и свобода. Пути выбора в мире традиций и перемен. Москва, 1-4 июня 1994, с. 8-17.
- Половые хромосомы: для чего они? (Новая концепция). Геодакян В. А. Докл. АН. 1996, т. 346, с. 565—569.
- Об эволюционной близорукости экологических концепций (От экологической религии к экологической науке). Геодакян В. А. Доклад на Международной конференции: Философия экологического образования. (Москва. 16-18 января 1996 г.).
- Экология, эволюция, пол, левшество. Геодакян В. А. 1-я Российская конференция по экологической психологии. Декабрь 1996 г.
- Новая концепция леворукости. Геодакян В. А., Геодакян К. В. Докл. РАН. 1997, т. 356, № 6, с. 838—842. English Translation
- Эволюция асимметрии, сексуальности и культуры (что такое культура с точки зрения теоретической биологии). Геодакян В. А. Тр. Междунар. Симп.: Взаимодействие человека и культуры: теоретико-информационный подход. Информационное мировоззрение и эстетика. 1998, с. 116—143.
- Эволюционная роль половых хромосом (новая концепция). Геодакян В. А. Генетика. 1998, т. 34, № 8, с. 1171—1184.
- Эволюционные хромосомы и эволюционный половой диморфизм. Геодакян В. А. Известия Академии Наук, Серия Биологическая, 2000, № 2, с. 133—148.
- Homo sapiens на пути к асимметризации (Теория асинхронной эволюции полушарий и цис-транс трактовка левшества). Геодакян В. А. Антропология на пороге Ш Тысячелетия. Москва 2003, т. 1, с. 170—201.
- Изоморфизм: асинхронный пол — асинхронная асимметрия. Геодакян В. А. Материалы Международных чтений, посвященных 100-летию со дня рождения член-корр. АН СССР, акад. АН АрмССР Э. А. Асратяна. 30 мая 2003.
- Конвергентная эволюция фенотипа, асимметрии и сексуальности к культуре. Геодакян В. А. Сексология и сексопатология. 2003. № 6. с. 2-8. № 7. с. 2-6. № 8. с. 2-7.
- Терроризма — проблема психологии цис мужчин (левшей) Геодакян В. А. 3-я Российская конференция по экологической психологии. 15-17 Сентября 2003 г, с. 24-27. I Экопсихология: методология, теория и эксперимент.
- Эволюционная биология в «синхронном тупике». Геодакян В. А. XVIII Любищевские чтения. Современные проблемы эволюции. Ульяновск, 2004.
- Эволюционные теории асимметризации организмов, мозга и тела Геодакян В. А. Успехи физиологических наук. 2005. Т. 36. № 1. с. 24-53.
- Гормональный пол. Геодакян В. А. XIX Любищевские чтения. «Современные проблемы эволюции». Ульяновск, 5-7 апреля 2005 года.
- Геодакян В. А. Биологические предпосылки терроризма. Брошюра. Издана Российской академией образования. 2006. 8 с.
- Эволюционная роль рака. Негэнтропийная концепция. Геодакян В. А. Материалы Международной Конференции «Генетика в России и мире» посвященной 40 летию Института общей генетики им. Н. И. Вавилова РАН 28 июня — 2 июля 2006 г. Москва Стр. 45 (242).
- Системные корни эволюции человека и общества: роль половых гормонов. Геодакян В. А. Межд. Научная Конф. «Информационная культура общества и личности в XXI веке». Краснодар-20-23 сентября, 2006, с. 75-80.
- Почему ранние и поздние дети разные? Геодакян В. А. Межд. конф. «Информационные и коммуникационные науки в изменяющейся России» Краснодар, 2007, с. 150—153.
- Бинарно-сопряжённые дифференциации, информация, культура. Геодакян В. А. «Информация, время, творчество» Тез. Докл. Межд. Конф. «Новые методы в исследованиях художественного творчества» и Межд. Симп. «Информационный подход к исследованию культуры и искусства» ред. В. М. Петров, А. В. Харуто, Москва, 2007, с. 195—204.
- Эволюционная роль асимметризации организмов, мозга и тела (Модель и правило правой руки). Геодакян В. А. XX съезд физиолог. общества им. И. П. Павлова. Симпозиум: «Функциональная межполушарная асимметрия». Тезисы докладов. 4-8 июня 2007 г. Москва. С. 28.
- Энтропия и информация в естествознании и культуре. Геодакян В. А. В сб.: «Теория информации и искусствознание», 2008. Вып. Ин-т искусствознания под эгидой Межд. Акад. Информатики.

На немецком языке
- Adam und Eva — kybernetisch betrachtet. Geodakjan V. A. In: I. Jefremov, ed, 17 Weltratsel die grossen fragen der Forschung, Stuttgart, 1972, p. 136—149.